# Storgé
Storgé je jedním ze starořeckých označení pro lásku. Tento výraz by se do češtiny dal přeložit jako náklonnost, příbuzenská láska: jedná se o silný citový vztah mezi přáteli nebo příbuznými založený na vzájemné péči, bez sexuálního faktoru. Většinou se tímto pojmem popisuje mateřská láska.